# Nordbanen
A Nordbanen egy vasútvonal Dániában Koppenhága főpályaudvar és Hillerød állomás között. A vasútvonal 1435 mm nyomtávolságú, 60,9 km hosszú, 1650 V feszültséggel villamosított.